# 細江站
細江站（日语：／ Hosoe eki */?）是位於静岡縣榛原郡榛原町（現時：牧之原市），靜岡鐵道駿遠線的鐵路車站（廢站）。

## 歷史
- 1915年（大正4年）5月1日 - 藤相鐵道大幡站至此站之間開通，此站啟用[2]。
- 1915年（大正4年）9月18日 - 藤相鐵道此站至川崎町站（後來名為榛原町站）之間開通[2]。
- 1943年（昭和18年）5月15日 - 在公司合併後，成為靜岡鐵道藤相線的車站。
- 1948年（昭和23年）9月6日 - 在路線合併後，成為靜岡鐵道駿遠線的車站。
- 1968年（昭和43年）8月22日 - 大井川站至堀野新田之間廢除，此站也被廢除[2]。

## 現狀
細江站的遺址是在工務店前方空間。在靜鐵Justline也有一個同名巴士站，但是車站與巴士站位置相異。

## 相鄰車站
靜岡鐵道
駿遠線
根松－細江－靜波

## 注腳
1. ↑  鉄道停車場一覧：昭和12年10月1日現在 國立國會圖書館數碼化收藏
2. 1 2 3  今尾惠介監修《日本鐵道旅行地圖帳 7號 東海》新潮社 31頁

## 相關項目
- 日本鐵路車站列表 Ho